# Fahrenheit 451 (videogioco)
Fahrenheit 451 è un videogioco di avventura testuale basato sul romanzo Fahrenheit 451, del quale costituisce un seguito, pubblicato nel 1984-1986 per diversi home computer dalla Telarium, in origine chiamata Trillium, un marchio di Spinnaker Software.
Secondo quanto riportato sulla confezione Ray Bradbury, autore del romanzo, collaborò alla realizzazione del videogioco e scrisse il prologo che ne introduce l'ambientazione.

## Trama
Il giocatore impersona Guy Montag, protagonista del romanzo, dopo che ha tradito il corpo governativo 451 dedito alla distruzione dei libri, divenendo un fuorilegge. Il gioco è ambientato tempo dopo la conclusione del romanzo; ora Guy si trova a New York ed è in contatto con l'Underground, movimento clandestino che lotta per ripristinare la libera circolazione della conoscenza.
Inizialmente l'obiettivo principale di Guy è sopravvivere e non essere scoperto dai governativi e dai loro segugi robot, in grado di riconoscere l'odore dei ricercati e ucciderli autonomamente con iniezioni letali. Dovrà collaborare con i membri dell'Underground che si nascondono ovunque e comunicano tra loro in codice facendo uso di citazioni letterarie. In seguito avrà una parte importante nell'infliggere un duro colpo al corpo 451 e al regime totalitario.

## Modalità di gioco
Il gioco è un'avventura testuale con presenza opzionale di illustrazioni statiche nella parte superiore dello schermo, limitata a meno di metà dello schermo sulla maggior parte delle piattaforme.
Oltre alla costante necessità di evitare i segugi, il gioco si concentra sull'interazione con le altre persone. La posizione attuale di Guy viene descritta come coordinate stradali relative alla Quinta Strada. È importante anche tener conto dell'ora del giorno e della necessità di dormire in luoghi sicuri.
Testi e comandi sono in inglese, ma uscì una versione per MSX completamente in spagnolo. Il parser dei comandi è in grado di accettare anche frasi complesse, come "examine the buttercup, take it, then go south" ("esamina il ranuncolo, prendilo, poi vai a sud"). Il manuale fornisce una lista non esaustiva delle parole riconosciute dal programma, oltre a degli indizi cifrati.